# ELF3
ELF3 (англ. E74 like ETS transcription factor 3) – білок, який кодується однойменним геном, розташованим у людей на 1-й хромосомі. Довжина поліпептидного ланцюга білка становить 371 амінокислот, а молекулярна маса — 41 454.
| 10         |  | 20         |  | 30         |  | 40         |  | 50         |
| ---------- |  | ---------- |  | ---------- |  | ---------- |  | ---------- |
| MAATCEISNI |  | FSNYFSAMYS |  | SEDSTLASVP |  | PAATFGADDL |  | VLTLSNPQMS |
| LEGTEKASWL |  | GEQPQFWSKT |  | QVLDWISYQV |  | EKNKYDASAI |  | DFSRCDMDGA |
| TLCNCALEEL |  | RLVFGPLGDQ |  | LHAQLRDLTS |  | SSSDELSWII |  | ELLEKDGMAF |
| QEALDPGPFD |  | QGSPFAQELL |  | DDGQQASPYH |  | PGSCGAGAPS |  | PGSSDVSTAG |
| TGASRSSHSS |  | DSGGSDVDLD |  | PTDGKLFPSD |  | GFRDCKKGDP |  | KHGKRKRGRP |
| RKLSKEYWDC |  | LEGKKSKHAP |  | RGTHLWEFIR |  | DILIHPELNE |  | GLMKWENRHE |
| GVFKFLRSEA |  | VAQLWGQKKK |  | NSNMTYEKLS |  | RAMRYYYKRE |  | ILERVDGRRL |
| VYKFGKNSSG |  | WKEEEVLQSR |  | N          |  |            |  |            |

A: Аланін

C: Цистеїн

D: Аспарагінова кислота

E: Глутамінова кислота

F: Фенілаланін

G: Гліцин

H: Гістидин

I: Ізолейцин

K: Лізин

L: Лейцин

M: Метіонін

N: Аспарагін

P: Пролін

Q: Глутамін

R: Аргінін

S: Серин

T: Треонін

V: Валін

W: Триптофан

Кодований геном білок за функціями належить до репресорів, активаторів, білків розвитку. 
Задіяний у таких біологічних процесах, як транскрипція, регуляція транскрипції, запальна відповідь, диференціація клітин, альтернативний сплайсинг. 
Білок має сайт для зв'язування з ДНК. 
Локалізований у цитоплазмі, ядрі.